# 隠岐氏
隠岐氏（おきし）は、二条家の諸大夫を務めた氏族。

## 概要
藤原長良の次男である藤原遠経が祖とされる。建武元年（1334年）8月17日に従五位下に叙された藤原広世は暦応4年（1341年）に山城国下久世荘の公文に連署しているが、それ以降は江戸時代の隠岐広実まで系譜は不明である。江戸時代には幕末まで二条家の諸大夫を務め、肥後守広宝が和宮親子内親王降嫁の際にもこれに従っている。
また、代々青蓮院門跡の侍法師を務めた庶流もいた。